# Saint-Remy-Chaussée
Saint-Remy-Chaussée é uma comuna francesa na região administrativa de Altos da França, no departamento do Norte. Estende-se por uma área de 5.17 km². Em 2010 a comuna tinha 521 habitantes (densidade: 100,8 hab./km²).